# RWD-8 (航空機)
RWD-8
RWD-8
- 用途：練習機
- 設計者：RWD（英語版）
- 製造者：DWL（英語版）（RWD（英語版））、PWS（英語版）
- 運用者：ポーランド空軍、他
- 初飛行：1933年
- 生産数：約550機以上
（DWLで約80機、PWSで約470機）
- 運用開始：1934年
- 退役：1948年（イスラエル）

RWD-8は、1933年にポーランドのRWD社で開発された練習機である。1934年から1939年にかけてポーランド空軍およびポーランド国内の民間航空会社で使用されたほか、数ヶ国に輸出され1940年代後期まで運用されていた。

## 概要
RWD-8は1931年にポーランド空軍によって出された練習機の要求に応じて開発された単発、単葉のタンデム式復座プロペラ機である。開発はRWD社で行われ、最初の試作機は1933年に初飛行した。
RWD-8の構造は鉄および木材を使用したフレームにキャンバス製や合板製の外張りを施したオーソドックスなもので、復座の操縦席は前後に分かれておりそれぞれ独立した風防が取り付けられていた。出力120hp（90kW）の4気筒空冷直列型エンジンに2枚羽のプロペラを装備し、最高速度175km/hで飛行可能であった。
RWD-8はポーランド空軍の練習機採用プログラムで競合機種のPZL 5やバーテル BM-4に勝利し、基本練習機として採用された。RWD-8は非常に安定した、操縦性の良い練習機であった。また不整地での短距離離着陸性能（STOL）も優れていた。
RWD社の製造部門であるDWLの生産キャパシティーはそれほど高くなかったため、ポーランド空軍はRWD-8を国営工場であるPWSでも行う事を決定した。DWLはわずかな設計費用のみで製造ライセンスをPWSに譲渡した。
PWSはポーランド軍向けおよび民間向けのRWD-8を製造し、DWLは民間向けのみを製造した。PWSによって製造された最初のRWD-8は1934年に初飛行した。このタイプはRWD-8 PWSと呼ばれ、DWLで製造されたRWD-8 DWLとは細部が異なっている。具体的にはエンジンタンク容量が異なる事（DWL製の85リットルに対しPWS製は75リットル）、主脚のショックアブソーバーが少し細い事、機体重量がわずかに重くその分速度が少し遅い事などである。
50機のRWD-8 PWSには航続距離を増やすために容量95リットルの増槽が装備された。また少数の機体には、視界の無い状況での飛行訓練を行うため後席に覆いが取り付けられた。また、グライダーを曳航するためのフックを取り付けることも可能であった。1930年代後半には、RWD-8の設計を発展させた練習機としてRWD-17が開発された。
総計約550機のRWD-8が1934年から1939年にかけて製造された。内訳はDWLで約80機、PWSで約470機である。RWD-8はこの時点で、最も多く製造されたポーランド製航空機であった。

## 運用
RWD-8は1934年からポーランド空軍の標準的な初等練習機として広く運用された。1938年11月の時点で349機がポーランド空軍に配備されていた。RWD-8はまたポーランド国内の民間航空会社や飛行クラブなどで約80機程度が使用されていた。
また少数のRWD-8は他国でも運用された。イギリス委任統治領パレスチナに3機、スペイン、モロッコ、ブラジルに各1機ずつが輸出されたほか、エストニアでは1機がライセンス生産された。またユーゴスラビアでもライセンス生産が行われた。また、スペイン内戦時にスペインを通じてポルトガルに少なくとも1機が輸出され、ナショナリスト派の練習機や偵察機として使用された。
1939年のドイツによるポーランド侵攻の際には、ポーランド軍のRWD-8は連絡機として運用された。また多くのRWD-8が地上でドイツ軍により破壊されたり、退却するポーランド軍により燃やされたりして失われた。退却するポーランド軍により、57機がルーマニアに、40機がラトビアに、2機がハンガリーに持ち込まれた。残された少数のRWD-8はドイツ軍により鹵獲された。ルーマニアやハンガリーに持ち込まれたRWD-8は1940年代後半まで使用されていた。
また、イスラエル独立前のイギリス委任統治領パレスチナでは民間航空会社"アヴィロン・パレスチナ・アビエーション"で2機を購入し、ヨルダン渓谷のキブツ、アフィキムの飛行訓練学校でユダヤ人組織ハガナーの航空兵の訓練に使用された。ハガナーの精鋭部隊"パルマッハ"の航空部隊として1943年に設立された"パルアビア"の訓練にも引き続き用いられたが、1947年11月の"シェルート・アビア"設立前には退役したとされている。
結局、戦後ポーランドに戻ったRWD-8は無く、また今日、残存機も確認されていない。

## バリエーション
RWD-8
試作機および初期量産型。
RWD-8 DWL
RWDの製造部門"DWL"で製造されたRWD-8。生産数は約80機。
RWD-8 PWS
国営の工場PWSで製造されたRWD-8。生産数は約470機。

## 運用国

### 民間運用
- ブラジル - 1機。
- エストニア - 1機をライセンス生産。
- モロッコ - 1機。
- イギリス委任統治領パレスチナ
- ポーランド
- スペイン - 1機。
- ユーゴスラビア王国

### 軍事運用
- ドイツ国 - ドイツ空軍が少数の鹵獲機を運用[1]。
- ハンガリー王国 - ハンガリー空軍で運用。
- イスラエル - イスラエル独立前の民間航空会社"アヴィロン"で2機を運用しハガナー航空兵の訓練に使用。
- ラトビア - ラトビア空軍で運用。ポーランドから持ち込まれた約20機を運用。[2]
- ポーランド - ポーランド空軍で運用。
- ルーマニア王国 - ルーマニア王国空軍で運用。
- スペイン - ナショナリスト派がポルトガル経由で1機を入手し、練習機として運用。
- ユーゴスラビア王国 - ユーゴスラビア王国空軍で運用。

## 画像

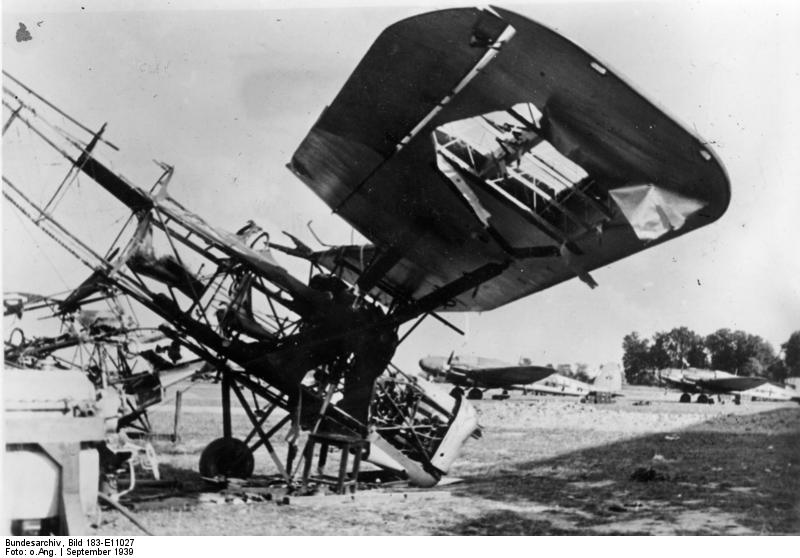
ポーランド侵攻時に破壊されたRWD-8。1939年。
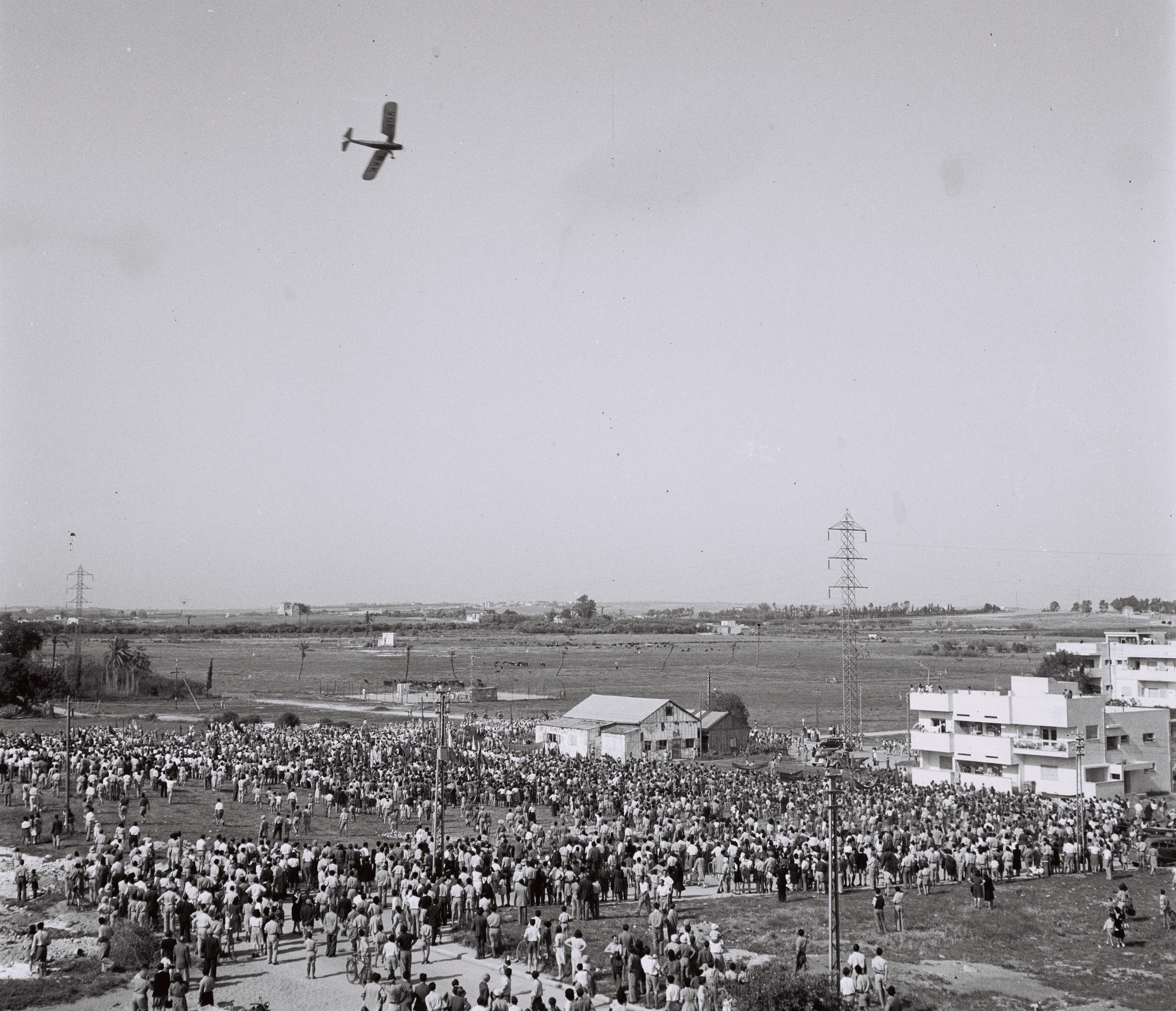
テルアビブ上空を展示飛行するRWD-8。1946年5月1日。
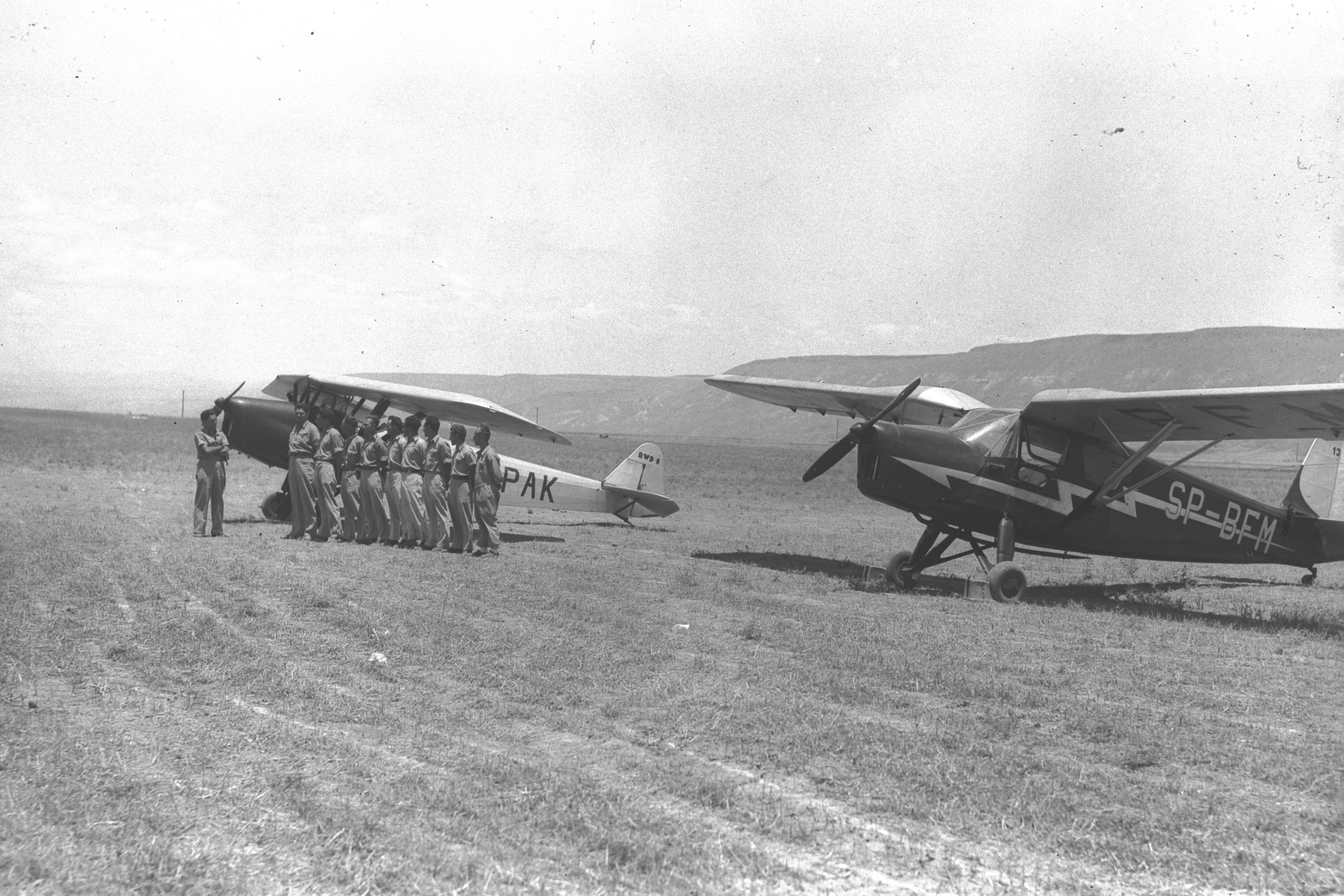
RWD-8（奥側）の横で整列するハガナーのパイロット訓練生。手前はRWD-13。1938年6月、ヨルダン渓谷のアヴィロン飛行訓練学校。
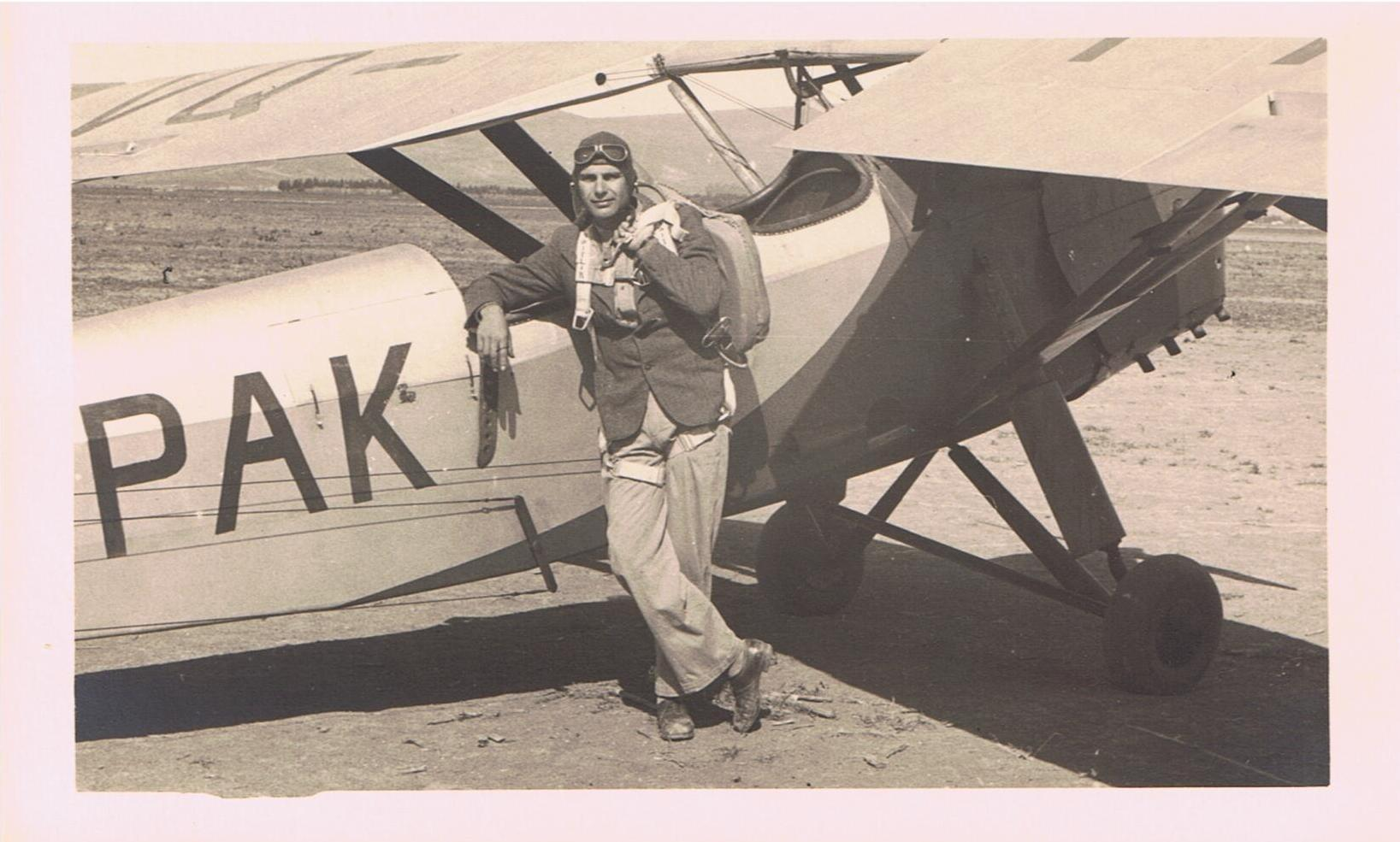
RWD-8 (機体記号:VQ-PAK) の手前に立つハガナーのパイロット、Jenka Ratner。1935年。

## 要目
（RWD-8 DWL）
- 乗員：2名
- 全長：8.0 m (26 ft 3 in)
- 全幅：11.0 m (36 ft 1 in)
- 全高：2.3 m (7 ft 7 in)
- 翼面積：19.50 m² (210 ft²)
- 翼面荷重：37.4 kg/m² (7.6 lb/ft²)
- 空虚重量：480 kg (1,056 lb)
- 全備重量：730 kg (1,606 lb)
- 最大離陸重量：755 kg (1,664 lb)
- 有効積載重量：250-275 kg
- 馬力重量比：0.19 kW/kg (0.07 hp/lb)
- エンジン：1 ×  PZInż. Junior 空冷4気筒直列型エンジン、90 kW (120 hp)
- 最大速度：175 km/h (95 knots, 109 mph)
- 巡航速度：140 km/h
- 失速速度：75 km/h
- 巡航高度：5,000 m (16,400 ft)
- 航続距離：500 km (270 nm, 312 mi)
- 上昇率：4.7 m/s (925 ft/min)

## 関連作品
ポーランドの模型メーカーであるミラージュホビーから1/48スケールのRWD-8 PWSのキットが発売されている。2015年に同じくポーランドの模型メーカーであるIBGモデルズから1/72スケールのRWD-8 PWS、PWD-8 DWLのキットがそれぞれ発売された。